# Giovanni Teutonico (giureconsulto)
Giovanni Teutonico (inizi del XIII secolo – 25 aprile 1245), noto in latino come Johannes Teutonicus, è stato uno studioso di diritto canonico, probabilmente di origini tedesche.
Redasse una glossa ordinaria al Decretum Gratiani.
Raccolse i 71 canoni del IV concilio lateranense (1215) e altri 104 testi del pontificato di Innocenzo III nella quarta (Compilatio IV) delle "Quinque compilationes antiquae", accompagnata da dicta esplicativi. La compilazione fu di carattere privato e non ufficiale, non avendo ottenuto l'approvazione dal papa.